# Mercat del Cabanyal
El Mercat del Cabanyal és un recinte que aglomera comerços dedicats a diferents activitats comercials al barri del Cabanyal a València, i fou inaugurat el dia 2 de juliol de 1958.